# Enrico Arcioni
Enrico Arcioni (Spoleto, 22 febbraio 1875 – Roma, 1954) è stato un pittore italiano.

## Biografia
Dopo essersi diplomato alla Scuola libera dell'Accademia di Belle Arti di Roma fu membro dell'Accademia di Belle Arti di Perugia.
Dal 1900 al 1915 visse a San Pietroburgo, ove fu alla corte zarista. Nel 1902 fu Presidente effettivo dell'esposizione di arte italiana della città. Tornato a Roma, fu uno dei fondatori, nel 1921, del GRIA (Gruppo Romano Incisori Artisti). Fece mostre personali a Milano all'Hotel Continentale e a Roma a Palazzo Doria.